# Ruetz

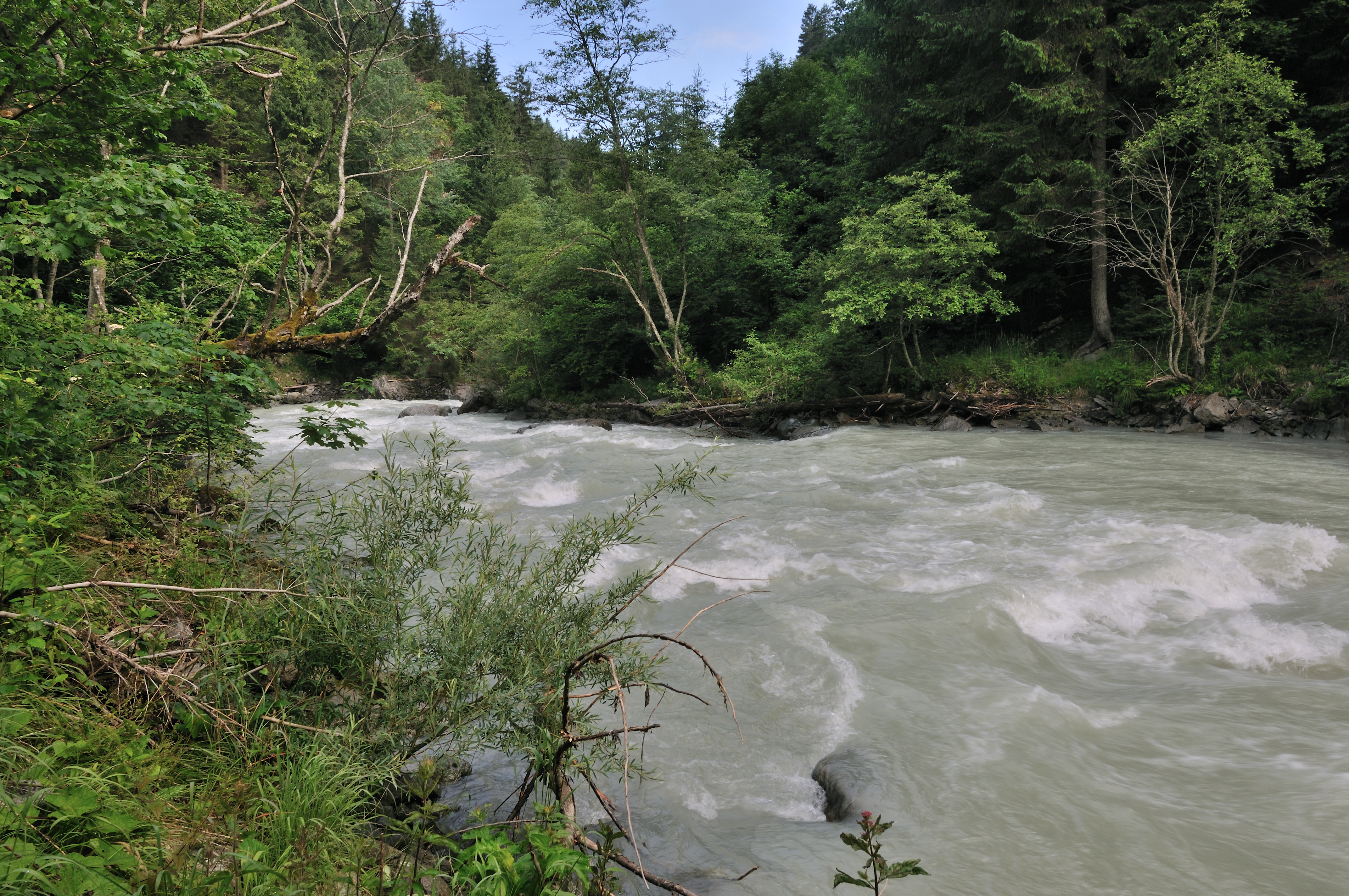
De Ruetz even ten noorden van Schönberg

De Ruetz is een linkerzijrivier van de Sill, die bij de hoofdkam van de Alpen in het gletsjergebied van het Stubaital in de Oostenrijkse deelstaat Tirol ontspringt. Zij doorstroomt het Stubaital, door de gemeenten Neustift, Fulpmes, Mieders, Telfes en Schönberg. In Fulpmes wordt de Ruetz in een krachtcentrale van de Österreichische Bundesbahnen gebruikt voor het opwekken van energie voor de Brennerspoorlijn. De Ruetz gaat onder de Stephansbrücke door en om vlak daarna in het Wipptal in de Sill uit te monden.
Vroeger werd het water vanaf Fulpmes via een aquaduct naar Schönberg geleid om daar in de Ruetzkrachtcentrale stroom op te wekken voor de Mittenwaldspoorlijn. Voordat waterbeheer voor de Ruetz werd ingesteld, was het een wilde bergrivier, die met name in Neustift meerdere malen verwoestingen aanrichtte.
Linker zijrivieren:
- Schlickerbach
- Oberbergbach

Rechter zijrivieren:
- Pinnisbach

- Virtual International Authority File: 235744051